# 普拉斯特
54°22′N 60°49′E / 54.367°N 60.817°E
普拉斯特（俄语：Пласт）是俄羅斯車里雅賓斯克州中部的一個城市，位於車里雅賓斯克西南127公里。2002年時人口為17,422人。
19世紀因發現金礦而建立。1940年10月7日設市。